# Хьюитт, Дин
Дин Хью́итт (англ. Dean Hewitt; род. 9 ноября 1994, Мельбурн) — австралийский кёрлингист.
В составе мужской сборной Австралии участник шести Тихоокеанско-азиатских чемпионатов (лучший результат — четвёртое место в 2014 и 2017). Чемпион Австралии среди мужчин. В составе смешанной парной сборной Австралии участник зимних Олимпийских игр 2022 (заняли десятое место), восьми чемпионатов мира (лучший результат — бронзовые призёры в 2025; первые медали чемпионатов мира для любой сборной Австралии по кёрлингу). В составе юниорской мужской сборной Австралии участник четырёх Тихоокеанско-азиатских чемпионатов (все четыре раз заняли пятое место).
В декабре 2021 на квалификационном турнире за право участия в зимних Олимпийских играх 2022 смешанная пара Тали Гилл / Дин Хьюитт добилась исторического успеха, выиграв турнир в разряде смешанных пар и став первой в истории сборной Австралии по кёрлингу (в любом виде кёрлинга), получившей право на участие в зимних Олимпийских играх.
В составе смешанной парной сборной Австралии Дин Хьюитт участвовал в турнире по кёрлингу среди смешанных пар на зимних Олимпийских играх 2022 (заняли десятое место — в том числе обыграв смешанную пару из Канады, где играл тренировавший их к квалификации на Олимпиаду дважды олимпийский чемпион Джон Моррис, в результате чего смешанная пара Канады не попала в этап плей-офф).
В ходе турнира смешанных пар на зимних Олимпийских играх 2022 ежедневный тест на коронавирус COVID-19 дал у партнёрши Дина по команде Тали Гилл положительный результат, организаторы уже приняли решение отстранить её от соревнований (тем самым дисквалифицировав всю смешанную пару Австралии, поскольку замены не допускались, запасных игроков не было) и сборная начала собираться домой — но сутки спустя медицинские эксперты в аппарате организаторов Олимпиады повторно рассмотрели результаты тестов и пришли к выводу, что заметных степеней заболевания не наблюдается, опасности как вирусоноситель для окружающих Тали Гилл не представляет и команда может продолжать участие в соревнованиях; в следующем же матче смешанная парная сборная Австралии одержала первую в своей истории победу на Олимпийских играх, обыграв вице-чемпионов зимних Олимпийских игр 2018 швейцарскую пару Женни Перре и Мартин Риос.
В «классическом» кёрлинге (команда из четырёх человек одного пола) в основном играет на позиции четвёртого (но не в качестве скипа, а как рядовой игрок команды).

## Достижения
- Чемпионат Австралии по кёрлингу среди мужчин: золото (2018, 2019, 2022, 2023, 2024, 2025).
- Чемпионат мира по кёрлингу среди смешанных пар: золото (2025).
- Чемпионат Австралии по кёрлингу среди смешанных пар: золото (2016, 2017, 2018, 2019, 2022, 2023, 2024, 2025), бронза (2011, 2015).

## Команды
| Сезон                                               | Четвёртый      | Третий         | Второй            | Первый        | Запасной               | Тренер                                      | Турниры                                  |
| --------------------------------------------------- | -------------- | -------------- | ----------------- | ------------- | ---------------------- | ------------------------------------------- | ---------------------------------------- |
| 2011—12                                             | Angus Young    | Дин Хьюитт     | Maxwell Thomas    | Sam Williams  | Grant Hamsey           | Tim McMahon                                 | ТАЧЮ 2012 (5 место)                      |
| 2012—13                                             | Maxwell Thomas | Дин Хьюитт     | Sam Williams      | Grant Hamsey  | Mitchell Thomas        | Мэтт Панусси                                | ТАЧЮ 2013 (5 место)                      |
| 2013—14                                             | Maxwell Thomas | Дин Хьюитт     | Mitchell Thomas   | Grant Hamsey  |                        | Мэтт Панусси                                | ТАЧЮ 2014 (5 место)                      |
| 2014—15                                             | Дин Хьюитт     | Maxwell Thomas | Mitchell Thomas   | Grant Hamsey  | Tyler Hogan            | Мэтт Панусси                                | ТАЧЮ 2015 (5 место)                      |
| 2014—15                                             | Иэн Палангио   | Джей Мерчант   | Дин Хьюитт        | Стивен Джонс  |                        | Archie Merchant                             | ТАЧ 2014 (4 место)                       |
| 2015—16                                             | Иэн Палангио   | Джей Мерчант   | Дин Хьюитт        | Derek Smith   |                        | Archie Merchant                             | ТАЧ 2015 (5 место)                       |
| 2015—16                                             | Дин Хьюитт     | Maxwell Thomas | Mitchell Thomas   | Grant Hamsey  | Tyler Hogan            | Мэтт Панусси                                | ЧМЮ-Б 2016 (14 место)                    |
| 2016—17                                             | Иэн Палангио   | Джей Мерчант   | Дин Хьюитт        | Derek Smith   |                        | Archie Merchant                             | ТАЧ 2016 (7 место)                       |
| 2017—18                                             | Дин Хьюитт     | Иэн Палангио   | Christopher Ordog | Хью Милликин  | Джей Мерчант           | Archie Merchant                             | ТАЧ 2017 (4 место)                       |
| 2018—19                                             | Дин Хьюитт     | Джей Мерчант   | Rupert Jones      | Иэн Палангио  |                        |                                             | ЧАМ 2018                                 |
| 2018—19                                             | Дин Хьюитт     | Джей Мерчант   | Dustin Armstrong  | Стивен Джонс  |                        | Bob Armstrong                               | ТАЧ 2018 (7 место)                       |
| 2018—19                                             | Дин Хьюитт     | Джей Мерчант   | Tanner Davis      | Иэн Палангио  |                        |                                             | ЧМ (квал.) 2019 (7 место)                |
| 2019—20                                             | Дин Хьюитт     | Шон Холл       | Tanner Davis      | Джей Мерчант  | Matthew Millikin (ТАЧ) | Archie Merchant (ТАЧ)                       | ЧАМ 2019 · ТАЧ 2019 (6 место)            |
| 2022—23                                             | Дин Хьюитт     | Джей Мерчант   | Tanner Davis      | Justin Grundy | Iain Grundy (ПКЧ)      | Chad Merchant (ПКЧ), Archie Merchant (ПКЧ)  | ЧАМ 2022 · ПКЧ 2022 (7 место)            |
| 2023—24                                             | Дин Хьюитт     | Джей Мерчант   | Tanner Davis      | Justin Grundy | Thomas Bence           | Archie Merchant, Chad Merchant              | ЧАМ 2023 · ПКЧ 2023 (6 место)            |
| 2024—25                                             | Дин Хьюитт     | Стив Джонс     | Стив Хьюитт       | Хью Милликин  |                        |                                             | ЧАМ 2024                                 |
| 2024—25                                             | Дин Хьюитт     | Tanner Davis   | Стив Джонс        | Хью Милликин  | Стив Хьюитт            | Perry Marshall                              | ПКЧ 2024 (6 место)                       |
| 2025—26                                             | Tanner Davis   | Стив Джонс     | Мэтт Панусси      | Хью Милликин  | Дин Хьюитт             |                                             | ЧАМ 2025                                 |
| Кёрлинг среди смешанных пар (mixed doubles curling) |                |                |                   |               |                        |                                             |                                          |
| 2011—12                                             | Дин Хьюитт     | Линн Хьюитт    |                   |               |                        |                                             | ЧАСП 2011                                |
| 2012—13                                             | Дин Хьюитт     | Линн Хьюитт    |                   |               |                        |                                             | ЧАСП 2012 (6 место)                      |
| 2016—17                                             | Дин Хьюитт     | Линн Хьюитт    |                   |               |                        | Джей Мерчант (ЧМСП)                         | ЧАСП 2016 · ЧМСП 2017 (18 место)         |
| 2017—18                                             | Дин Хьюитт     | Линн Хьюитт    |                   |               |                        | Пит Манасантивонгс (ЧМСП)                   | ЧАСП 2017 · ЧМСП 2018 (18 место)         |
| 2018—19                                             | Дин Хьюитт     | Тали Гилл      |                   |               |                        | Пит Манасантивонгс (ЧМСП)                   | ЧАСП 2018 · ЧМСП 2019 (4 место)          |
| 2019—20                                             | Дин Хьюитт     | Тали Гилл      |                   |               |                        |                                             | ЧАСП 2019                                |
| 2020—21                                             | Дин Хьюитт     | Тали Гилл      |                   |               |                        | Пит Манасантивонгс                          | ЧМСП 2021 (13 место)                     |
| 2021—22                                             | Дин Хьюитт     | Тали Гилл      |                   |               |                        | Джон Моррис, Пит Манасантивонгс             | ЗОИ 2022 (квал. 2021)                    |
| 2021—22                                             | Тали Гилл      | Дин Хьюитт     |                   |               |                        | Пит Манасантивонгс (ЗОИ), Лора Уокер (ЧМСП) | ЗОИ 2022 (10 место) ЧМСП 2022 (11 место) |
| 2022—23                                             | Тали Гилл      | Дин Хьюитт     |                   |               |                        | Лора Уокер, Джессика Амундсон               | ЧМСП 2023 (8 место)                      |
| 2023—24                                             | Тали Гилл      | Дин Хьюитт     |                   |               |                        | Perry Marshall, Lisa Rogerson               | ЧАСП 2023 · ЧМСП 2024 (15 место)         |
| 2024—25                                             | Тали Гилл      | Дин Хьюитт     |                   |               |                        | Perry Marshall, Lisa Rogerson               | ЧАСП 2024 · ЧМСП 2025                    |
| 2025—26                                             | Тали Гилл      | Дин Хьюитт     |                   |               |                        |                                             | ЧАСП 2025                                |

(скипы выделены полужирным шрифтом)

## Частная жизнь
Из семьи кёрлингистов. Его мать, Линн Хьюитт, родилась и выросла в Канаде, где с детства играла в кёрлинг; когда она вышла замуж за австралийца Стивена Хьюитта и они переехали в Австралию, где и родился Дин, его отец тоже начал играть в кёрлинг, в том числе выступал и в составе сборных Австралии (один из международных турниров, в которых он участвовал, был демонстрационный турнир по кёрлингу на зимних Олимпийских играх 1992). Дин и Линн часто играют вместе в смешанных командах; они выступали как смешанная парная команда Австралии в чемпионатах мира среди смешанных пар 2017 и 2018 — и им не мешала разница в их возрасте, превышающая 30 лет.
Дин окончил Университет Дикина по специальности «клиническая психология».
Начал заниматься кёрлингом в возрасте 6 лет.